# Giródtótfalu

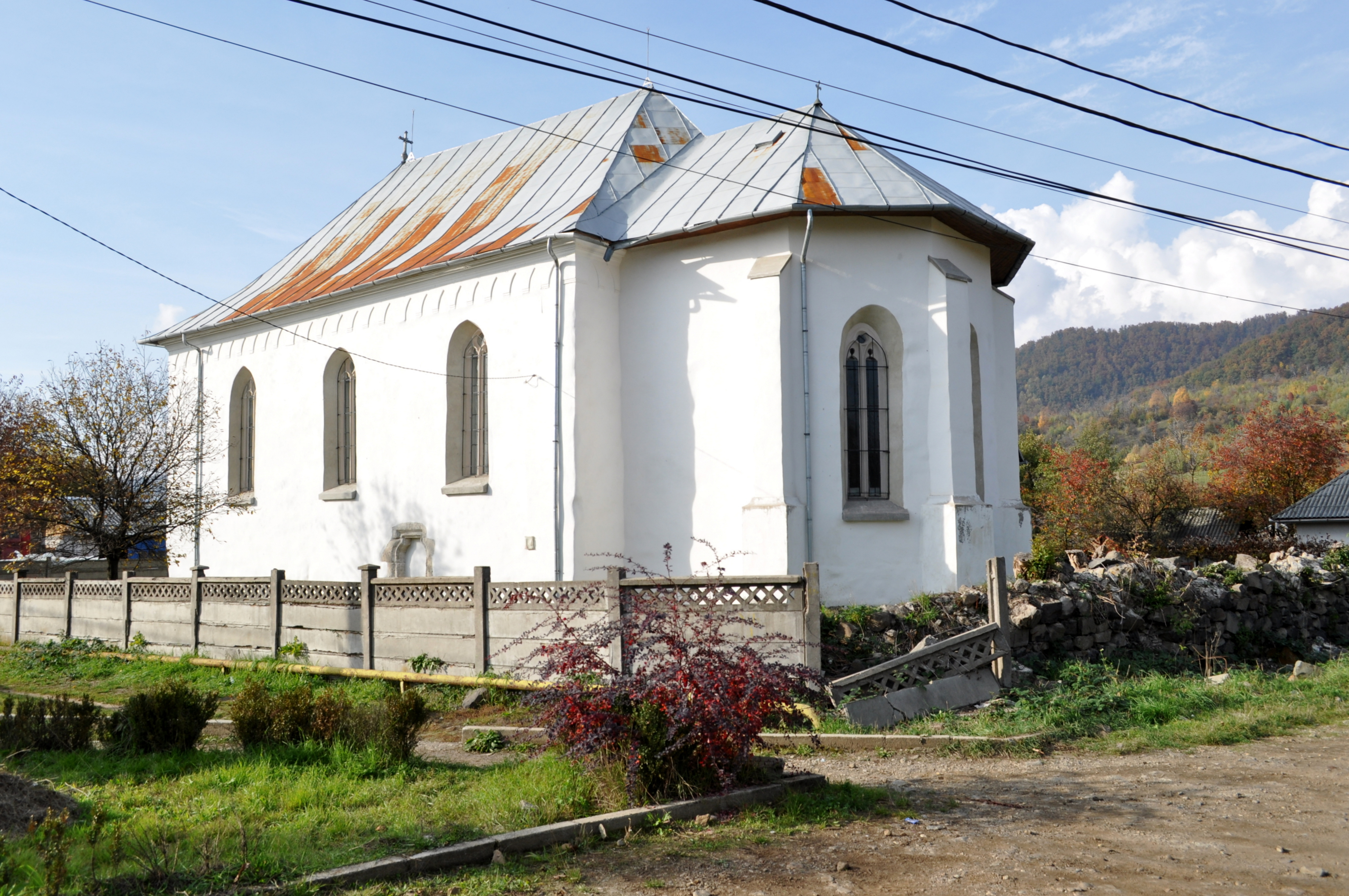
A római katolikus templom

Giródtótfalu (románul: Tăuții de Sus) falu Romániában, Máramaros megyében.

## Nevének eredete
Magyar nevének utótagja egykori szláv lakosságával kapcsolatos. Mai előtagja egykor a falu alternatív neve volt (1400-ben Tothfalu alio nomine Gerod, 1408-ban Gyrolth), és a német eredetű Girold személynévből származik.  A 17. században Felsőtótfalunak hívták, de 1692-ből fennmaradt Tejfeles- vagy Veslinger-Tótfalu neve is. Román nevének jelentése is 'Felsőtótfalu', és Misztótfalu nevével áll párban.

## Fekvése
Nagybánya és Felsőbánya között, a Zazar bal partján fekszik, mindkét várossal összeépült. Tőle északra a Gutin hegyei magasodnak, rajtuk a falusiak szelídgesztenyéseivel, melyekben százados fák is találhatók. A falutól délre, 48,6 hektáron, az egykori aranybánya zagytározója terül el.

## Népessége

### A népességszám változása
Kedvező helyzetének köszönhetően lakossága 1880-tól a második világháborúig kétszeresére nőtt, majd a szocialista iparosítás és a bánya munkaerő-szükséglete 1966-ig ismét két és félszeresére duzzasztotta.

### Etnikai és vallási megoszlás
- 1830-ban 386 görög és 93 római katolikus lakosa volt.[2]
- 1910-ben 974 lakosából 759 volt román, 167 magyar és 46 cigány anyanyelvű; 809 görögkatolikus, 120 római katolikus és 31 zsidó vallású.
- 2002-ben 3491 lakosából 2777 volt román, 375 magyar és 305 cigány nemzetiségű; 2601 ortodox, 269 pünkösdi, 191 római katolikus, 180 református és 106 görögkatolikus vallású.

## Története
Nagybánya városa telepített 1329 után, nevéből ítélve szláv lakossággal. 1406-ban Omechim nagybányai polgár vásárolta meg a városi ispotály javára. Határában 1679-ben két krakkói lakos vásárolt bányát, majd 1684-ben Felsőbánya város nyitott piritbányát, vasolvasztót és vashámort, ahol bányászszerszámokat készíttetett. 1687-tól a minoriták bírták. Lakói a 17. század végén Nagy- és Felsőbányát látták el tejtermékekkel, a 19. században a határukban termő szelídgesztenye és szilva eladásából húztak hasznot. Mellette 1962 és 2006 között aranybányászat folyt.

## Látnivalók
- Római katolikus temploma eredetileg a 15. században, gótikus stílusban épült. Az első építési fázisból máig megmaradt a szentélyboltozat, a mérműves ablakok, a kőkeretes szentségtartó és a déli oldal ülőfülkéje. A templomot Bocskai István 1605-ben a reformátusoknak adta. A falut birtokló minoriták 1711-ben alapították újra római katolikus egyházát, de önálló plébániát csak 1792-ben szerveztek, amikor a templomot visszavették a reformátusoktól. A gyülekezet jelenleg a felsőbányai plébánia filiája. A hajó beomlott boltozatát 1982-ben fadeszkás födémmel helyettesítették. Helyreállítása 2008-ban kezdődött.
- A főút mellett álló Szent Péter és Pál apostolok ortodox (korábban görögkatolikus) templom 1773-ban épült, megtartva a korábbi fatemplom arányait és tetőzetének formáját, a négy fiatornyos toronysisakkal. Belső festése 1960-ban készült. 2003 és 2007 között felújították, tetőszékét kicserélték.[5]

## Gazdasága
- A Romflex gyár gumi ütközőket, gyűrűket és perselyeket,[6] a Fordaq parkettát gyárt.[7]